# Zelengaj

Zelengaj est un quartier résidentiel de Zagreb, dans l'arrondissement Gornji Grad - Medveščak. Il est situé au nord du centre-ville entre Pantovčak et Tuškanac. Le Bois de Zelegaj est situé dans ce quartier.
- Habitants : environ 1500
- Superficie : environ 28 ha
- Axes routiers : 5 min du centre ville.
- Historique :
- Curiosité :
- Liste des rues :
  - Goljački ogranak
  - Goljak
  - Goljačke stube
  - Kozarčev vijenac
  - Kozarčeva
  - Kozarčeve stube
  - Kraljevec
  - Kraljevec II
  - Novi Goljak
  - Zelengaj
- Les établissements publics :
  - L'hôpital spécialisé pour enfants avec les difficultés neuro-musculaires et motrices Goljak
- Bus ZET : Lignes 103, 138
- Liste des squares des enfants :
  - 1 rue Zelengaj
  - 8 rue Kraljevec